# Алпамиш

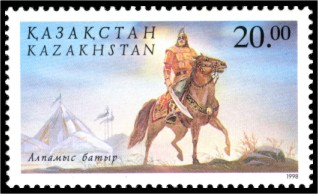
Казахстанська поштова марка із зображенням Алпамис-батира

«Алпами́ш» — народний  героїчний епос, поширений у вигляді самостійних сказань у низки тюркомовних народів — в узбеків «Алпамиш», у казахів та каракалпаків «Алпамис», гірських алтайців «Алип-Манаш», у башкирів «Алпамиша і Барсин-хилуу», у казанських татар як казка «Алпамша», а також частково у таджиків. 
Цикл середньоазійських епічних оповідей про богатиря Алпамиша та його подвиги виник у степових кочовиків племені конграт у Х—ХІ століттях, а сюжетно склався і композиційно оформився, імовірно, у XIV—XVII століттях, — період, коли народи Середньої Азії вели боротьбу проти джунгарських правителів хунтайджі. 
Всі версії есосу вирізняються сюжетною схожістю, але кожна оповідь є дуже самобутньою, має місцевий колорит. 
Найбільш обсяжним варіантом оповіді про Алпамиша є записаний від узбецького сказителя Фазіла Юлдашев-огли (14 тисяч віршованих рядків, 1928 рік). Композиційно він поділяється на частини: 1) поїздка Алпамиша по наречену, змагання його з женихами-суперниками, одруження персонажів; 2) похід Алпамиша проти калмицького правителя-ґвалтівника Тайчахана, семирічне перебування багатиря у заточенні та переможне повернення на батьківщину. 
Узбецька оповідь «Алпамиш» піддалася звичній для епосу генеалогічній циклізації: був створений, зокрема, особливий дестан про пригоди Ядгара, сина Алпамиша. 
Головною ідеєю епосу є боротьба народу за незалежність, утвердження справедливого і мирного життя, високих людських ідеалів. 
Видання епосу і бібліографія досліджень:
- Алып-Манаш // у кн.: Улагашев Н. У. Алтай-Бучай. Ойратский героический эпос, Новосибирск, 1941
- Жирмунский В. М., 3арифов Х. Т., Узбекский народный героический эпос, М., 1947
- Алпамыш. Узбекский народный эпос. по варианту Фазиля Юлдаша., М: Гослитиздат, 1949
- Алпамыш. Тезисы докладов и сообщений регионального совещания по эпосу «Алпамыш», Тш., 1956
- Об эпосе «Алпамыш», Тш., 1959
- Алпамыс, Нокис, 1957
- Алпамыш. Узбекский народний эпос. По варианту Фазила Юлдаша. М., 1959
- Жирмунский В. М. Сказание об Алпамыше и богатырская сказка, М., 1960
- Алпамыш. Узбекское народное творчество., Тш.: Издательство Литературы и искусства имени Гафура Гуляма, 1974, 360 стор.
- Алпамыс-батыр. Казахский героический эпос («Дорогое наследие»), Алма-Ата: «Жалын», 1981, 112 стор.
- Алпамыш. Узбекский народный эпос («Библиотека поэта»), Л.: «Советский писатель», 1982 (2-е вид.), 384 стор.